# 수까치깨
수까치깨(Corchoropsis tomentosa)는 아욱과의 한해살이풀이다. 경기도 이남의 산과 들에서 자란다.

## 이름
수까치깨는 《한국식물명의 유래》(이우철, 2005)에 의하면 ‘가라수노고마’(カラスノゴマ)라는 일본어 이름에서 나왔다고 한다. 이를 직역하면 ‘까마귀의 깨’이다. 한편, ‘까치깨’가 ‘가짜 깨’라는 설도 있다. 한국어에 까치가 접두사로 쓰일 때는 ‘이르다’, 또는 ‘가짜’라는 의미이거나, 두 가지 의미를 다 포함해서 쓰는 경우도 많다. 이를테면 ‘까치설날’은 ‘이른 설날’도 되고 ‘가짜 설날’도 된다. 수까치깨는 길쭉한 씨방 속에 깨알 같은 씨앗을 만드니 아무래도 ‘가짜 깨’로 풀이하면 그럴싸해 보인다.

## 형태
줄기는 높이 60 센티미터에 달하고, 별 모양의 털이 있다. 가지가 갈라지며, 원기둥 모양으로 곧게 선다.
잎은 어긋나기 하고, 잎몸 길이는 4-8 센티미터, 너비는 2-4.5 센티미터 정도이다. 달걀 모양이고, 양면에 별 모양 털이 있으며, 가장자리에 둔한 톱니가 있다. 잎자루는 0.5-5 센티미터로 역시 별 모양 털이 있다.
꽃은 8-9월에 피며, 노란색이다.

## 비슷한 식물
비슷한 식물로 까치깨가 있다.

## 쓰임새
두고 보며 즐기는 데 쓰거나, 섬유나 사료, 퇴비를 얻으려고 심기도 한다.

## 사진

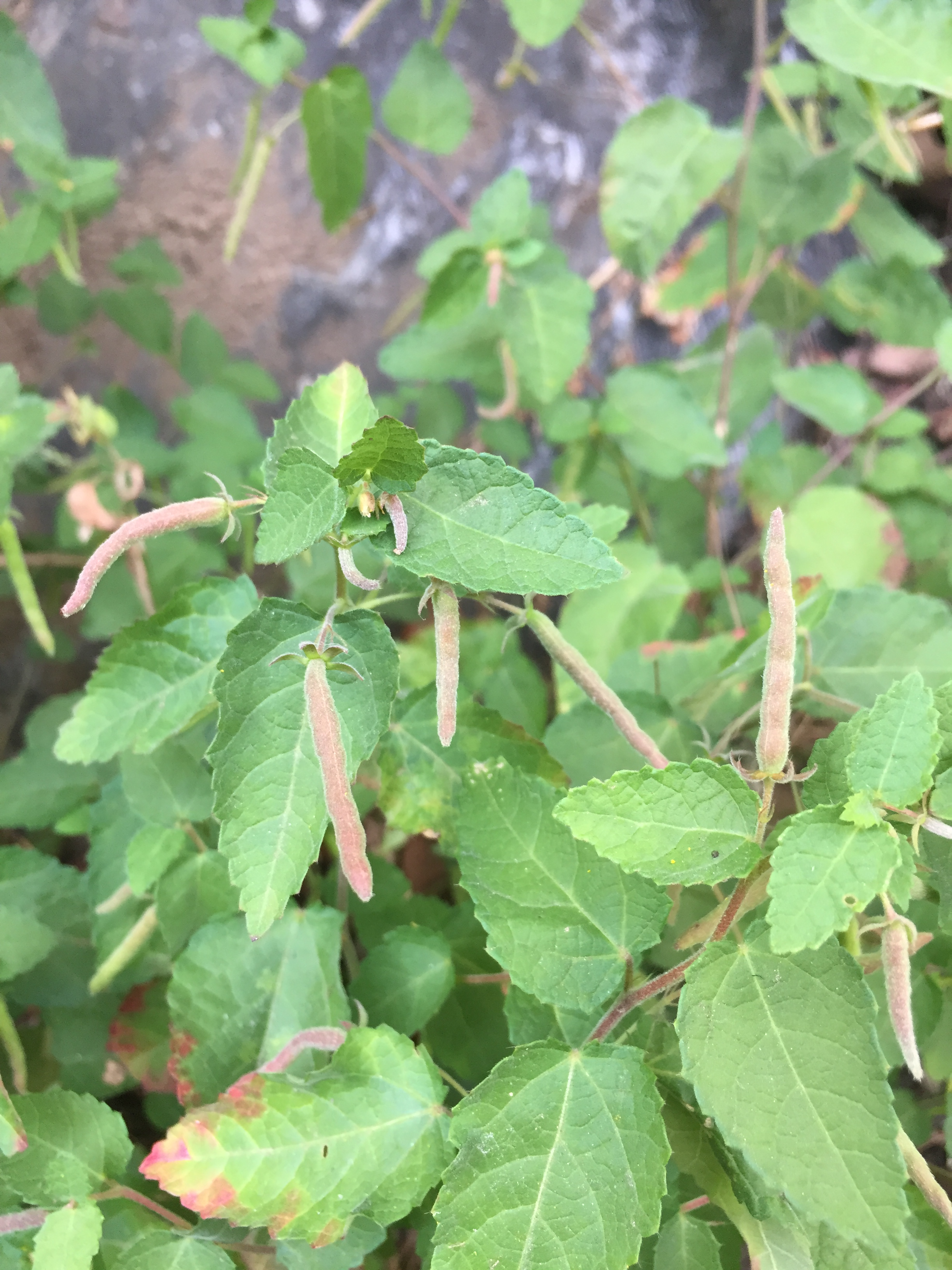
열매